# Les Aventures de Flynn Carson : Le Trésor du roi Salomon
Série Les Aventures de Flynn Carson
Les Aventures de Flynn Carson : Le Mystère de la lance sacrée
(2004) Les Aventures de Flynn Carson : Le Secret de la coupe maudite
(2008)
Pour plus de détails, voir Fiche technique et Distribution.
Les Aventures de Flynn Carson : Le Trésor du roi Salomon (The Librarian: Return to King Solomon's Mines) est un téléfilm américain réalisé par Jonathan Frakes et diffusé le 3 décembre 2006 sur TNT.

## Synopsis
Flynn Carson, conservateur de bibliothèque, reçoit un manuscrit égyptien comportant de mystérieux symboles. Peu après, il est agressé et l'objet est dérobé. Flynn découvre qu'il s'agit du plan qui mène aux mines du roi Salomon...

## Fiche technique
- Titre original : The Librarian: Return to King Solomon's Mines
- Réalisation : Jonathan Frakes
- Scénario : Marco Schnabel, d'après les personnages de David Titcher
- Durée : 88 minutes
- Pays :  États-Unis
- Date de sortie[2] :
  -  France : 25 mars 2007

## Distribution
- Noah Wyle (VF : Éric Missoffe) : Flynn Carson[3]
- Gabrielle Anwar (VF : Nathalie Karsenti) : Emily Davenport[3]
- Bob Newhart (VF : Michel Ruhl) : Judson[3]
- Jane Curtin (VF : Béatrice Delfe) : Charlene[3]
- Olympia Dukakis (VF : Monique Thierry) : Margie Carson[3]
- Erick Avari (VF : Michel Tugot-Doris) : le général Samir
- Hakeem Kae-Kazim (VF : Jean-Paul Pitolin) : Jomo
- Robert Foxworth (VF : Michel Papineschi) : oncle Jerry
- Zahn McClarnon : Tommy Yellow Hawk
- Lisa Brenner (VF : Barbara Delsol) : Debra
- Jonathan Frakes : Mari de Debra
- Peter Butler : Ahjmed
- Tertius Meintjies : Rogan
- David Ackermann : Arthur Dawson
- Mehboob Bawa : le chauffeur de taxi marocain
- Raffaele Sabatini : Basim
- Marisa Sarfatti : Rose Edwards
- Claire Hill Collins : Voyou de Samir #1
- Anton Voster : Voyou de Samir #2
- Richard Thompson : Voyou de Samir #3
- Vernon Willemse : Voyou de Samir #4

## Accueil
Le téléfilm a été vu par 6,172 millions de téléspectateurs lors de sa première diffusion.